# Шнитке, Владимир Эдуардович
Влади́мир Эдуа́рдович Шни́тке (27 февраля 1939, Ленинград — 12 января 2022, Санкт-Петербург) — советский и российский правозащитник, общественный деятель, член правозащитного совета Санкт-Петербурга, исполнительный директор Санкт-Петербургского общества «Мемориал», член правления Международного общества «Мемориал», председатель и член ОНК Санкт-Петербурга.

## Биография
Родился в 1939 году в Ленинграде.
Участник ряда экспедиции КСЭ с 1965 года. Занимался изучением проблемы Тунгусского метеорита.
В 1963 году окончил Ленинградский Технологический институт им. Ленсовета, работал на различных предприятиях Ленинграда инженером-технологом, главным технологом, начальником производства, генеральным директором.
В 1965 году был арестован КГБ по делу группы «Колокол», но в связи с недоказанностью обвинения и слишком большим составом группы вместе с несколькими другими участниками был от судебной ответственности освобожден, привлечен только как «свидетель» и подвергнут административным преследованиям.
С 1995 года занимался проблемами узников нацистских концлагерей и «восточных рабочих».
С 1996 по 1998 год был членом Правления Российского «Фонда взаимопонимания и примирения».
В 1997 году организовал Санкт-Петербургский Научно-просветительный центр «Холокост».
С 2001 года — член Комиссии по правам человека при губернаторе Санкт-Петербурга, с 2005 года — заместитель председателя городской Комиссии.
В 2007 году — один из учредителей Правозащитного совета Санкт-Петербурга, объединившего все основные правозащитные организации города.
Занимался проблемой гуманизации пенитенциарной системы и защитой прав человека в местах принудительного содержания.
Входил в состав Попечительского совета Колпинской воспитательной колонии для подростков.
Умер 12 января 2022 года.